# Sarvesjaurasj
Sarvesjaurasj är en sjö i Gällivare kommun i Lappland och ingår i Luleälvens huvudavrinningsområde. Sjön har en area på 0,295 kvadratkilometer och ligger 492,9 meter över havet. Sarvesjaurasj ligger i Sjaunja Natura 2000-område. Sjön avvattnas av vattendraget Sarvesjåkkå.

## Delavrinningsområde
Sarvesjaurasj ingår i det delavrinningsområde (745823-165710) som SMHI kallar för Mynnar i Stora Lulevatten. Medelhöjden är 485 meter över havet och ytan är 23,03 kvadratkilometer. Det finns inga avrinningsområden uppströms utan avrinningsområdet är högsta punkten. Sarvesjåkkå som avvattnar avrinningsområdet har biflödesordning 2, vilket innebär att vattnet flödar genom totalt 2 vattendrag innan det når havet efter 240 kilometer. Avrinningsområdet består mestadels av skog (90 procent). Avrinningsområdet har 0,67 kvadratkilometer vattenytor vilket ger det en sjöprocent på 2,9 procent.